# Vítor Hugo dos Santos
Vitor Hugo dos Santos (ur. 1 lutego 1996) – brazylijski lekkoatleta specjalizujący się w biegach sprinterskich.
W 2013 został wicemistrzem świata juniorów młodszych na dystansie 200 metrów. W 2015 wszedł w skład brazylijskiej sztafety 4 × 100 metrów, która zdobyła srebrny medal igrzysk panamerykańskich w Toronto. Uczestnik IAAF World Relays (2017).
Medalista mistrzostw Brazylii.

## Osiągnięcia
| Rok  | Impreza                                     | Miejsce        | Konkurencja             | Lokata     | Wynik   |
| ---- | ------------------------------------------- | -------------- | ----------------------- | ---------- | ------- |
| 2012 | Mistrzostwa Ameryki Płd. juniorów młodszych | Mendoza        | bieg na 200 m           | 2. miejsce | 21,49   |
| 2012 | Mistrzostwa Ameryki Płd. juniorów młodszych | Mendoza        | sztafeta szwedzka       | 1. miejsce | 1:55,50 |
| 2013 | Mistrzostwa świata juniorów młodszych       | Donieck        | bieg na 100 m           | 6. miejsce | 10,53   |
| 2013 | Mistrzostwa świata juniorów młodszych       | Donieck        | bieg na 200 m           | 2. miejsce | 20,67   |
| 2013 | Mistrzostwa panamerykańskie juniorów        | Medellín       | bieg na 200 m           | 2. miejsce | 20,73   |
| 2013 | Mistrzostwa Ameryki Południowej juniorów    | Resistencia    | bieg na 200 m           | 1. miejsce | 20,74   |
| 2013 | Mistrzostwa Ameryki Południowej juniorów    | Resistencia    | sztafeta 4 × 100 metrów | 1. miejsce | 40,32   |
| 2014 | Mistrzostwa świata juniorów                 | Eugene         | bieg na 100 m           | półfinał   | 10,81   |
| 2014 | Mistrzostwa świata juniorów                 | Eugene         | bieg na 200 m           | półfinał   | DSQ     |
| 2015 | Mistrzostwa Ameryki Południowej juniorów    | Cuenca         | bieg na 100 m           | 1. miejsce | 10,29   |
| 2015 | Igrzyska panamerykańskie                    | Toronto        | bieg na 100 m           | eliminacje | 10,31   |
| 2015 | Igrzyska panamerykańskie                    | Toronto        | sztafeta 4 × 100 m      | 2. miejsce | 38,68   |
| 2015 | Mistrzostwa panamerykańskie juniorów        | Edmonton       | bieg na 100 m           | 6. miejsce | 10,61   |
| 2016 | Igrzyska olimpijskie                        | Rio de Janeiro | sztafeta 4 × 100 m      | 6. miejsce | 38,41   |
| 2017 | IAAF World Relays                           | Nassau         | sztafeta 4 × 100 m      | –          | DQ      |
| 2019 | Mistrzostwa świata                          | Doha           | bieg na 100 m           | eliminacje | 10,42   |
| 2019 | Mistrzostwa świata                          | Doha           | sztafeta 4 × 100 m      | 4. miejsce | 37,72   |
| 2025 | Mistrzostwa Ameryki Południowej             | Mar del Plata  | sztafeta 4 × 100 m      | 2. miejsce | 39,62   |
| 2025 | World Athletics Relays                      | Kanton         | sztafeta 4 × 100 m      | repasaże   | 38,64   |

## Rekordy życiowe
- Bieg na 100 metrów – 10,07 (29 sierpnia 2019, Bragança Paulista)
- Bieg na 200 metrów – 20,21 (7 czerwca 2018, Cochabamba)

W 2019 roku sztafeta 4 × 400 metrów z dos Santosem na drugiej zmianie ustanowiła czasem 37,72 aktualny rekord Ameryki Południowej.